# Slovenija na Zimskih olimpijskih igrah 2006
Slovenija na Zimskih olimpijskih igrah 2006, ki so potekale v Torinu, Italija. To je bil peti nastop na Zimskih olimpijskih igrah za Slovenijo, ki jo je zastopalo štiriintrideset športnikov v osmih športnih. Na otvoritveni slovesnosti je bila zastavonoša Tadeja Brankovič. Slovenskim športnikom ni uspelo osvojiti olimpijske medalje.

## Medalje
|           | Zlato | Srebro | Bron | Skupno |
| Slovenija | 0     | 0      | 0    | 0      |

## Discipline

### Alpsko smučanje
Moški smuk
- Andrej Jerman

Končno - 1:51,70 (28.)
- Andrej Šporn

Končno - 1:52,17 (31.)
Moški veleslalom
- Mitja Valenčič - 2:37,39 (12.)

Moštvo
- Mitja Dragšič
- Aleš Gorza
- Drago Grubelnik
- Andrej Jerman
- Jure Košir
- Andrej Šporn
- Bernard Vajdič
- Mitja Valenčič
- Ana Drev
- Ana Kobal
- Tina Maze
- Urška Rabič
- Petra Robnik

### Biatlon
- Klemen Bauer
- Matjaž Poklukar
- Janez Marič
- Janez Ožbolt
- Tadeja Brankovič
- Teja Gregorin
- Dijana Grudiček
- Andreja Koblar
- Andreja Mali

### Smučarski teki
- Nejc Brodar
- Jože Mehle
- Maja Benedičič
- Vesna Fabjan
- Petra Majdič

6. (10 km)
8. (1,35 km šprint)

### Umetnostno drsanje
- Gregor Urbas

### Akrobatsko smučanje
Grbine ženske
- Nina Bednarik

Kvalifikacijski tek - 19,54 točk (ni napredovala)
Grbine moški
- Nina Bednarik
- Miha Gale

### Sankanje
Moški individualni
| Ime            | Tek 1  | Tek 2  | Tek 3  | Tek 4  | Skupaj   | Končna uvrstitev |
| -------------- | ------ | ------ | ------ | ------ | -------- | ---------------- |
| Domen Pociecha | 53,141 | 53,073 | 53,039 | 53,072 | 3:32,325 | 26.              |

### Nordijska kombinacija
Individualni Gundersen 15 km
| Ime         | 1. serija | 2. serija | Skok skupaj | 15 km                    | Uvrstitev |
| ----------- | --------- | --------- | ----------- | ------------------------ | --------- |
| Damjan Vtič | 110,0     | 107,0     | 217,0       | 42:34,9 (zaostal 5:52,3) | 40.       |

Velika skakalnica, šprint
| Ime         | Velika skakalnica | Šprint 7.5 km            | Končna uvrstitev |
| ----------- | ----------------- | ------------------------ | ---------------- |
| Damjan Vtič | 107.8 točk        | 19:23,9 (zaostal 2:06,9) | 34.              |

### Smučarski skoki
Velika skakalnica, moški individualno
- Jernej Damjan

Kvalifikacijski skok - 105,9
1. skok - 97,2
Zadnji skok - 95,0
Skupaj - 192,2 (28.)
- Rok Benkovič

Kvalifikacijski skok - 84,5
1. skok - 99,9
Zadnji skok - 90,4
Skupaj - 190,3 (29.)
- Primož Peterka

Kvalifikacijski skok - 93,1
1. skok - 92,0 (se ni uvrstil naprej; 34.)
- Robert Kranjec

Kvalifikacijski skok - 106,7 (se predhodno kvalificiral)
1. skok - 63,1 (se ni zvrstil naprej; 49.)
Srednja skakalnica, moški individualno
- Primož Peterka

Kvalifikacijski skok - 117.00
1. skok - 118,50
Zadnji skok - 96,50
Skupaj - 215,00 (30.)
- Jernej Damjan

Kvalifikacijski skok - 114,50
1. skok - 109,00 (se ni uvrstil naprej; 35.)
- Robert Kranjec

Kvalifikacijski skok - 102,00 (se predhodno kvalificiral)
1. skok - 105,50 (se ni uvrstil naprej; 41.)
- Rok Benkovič

Kvalifikacijski skok - 108,00
1. skok - 91,50 (se ni uvrstil naprej; 49.)
Velika skakalnica; moški ekipno
Skupaj - 390,40 (10. mesto)
Rok Benkovič - 95,30
Robert Kranjec - 74,40
Primož Peterka - 108,50
Jernej Damjan - 112,20
Moštvo
- Rok Benkovič
- Jernej Damjan
- Robert Kranjec
- Primož Peterka
- Jure Šinkovec

### Deskanje na snegu
Moški paralelni veleslalom
- Dejan Košir

Modri tek - 34,84
Rdeči tek - 36,22
Skupna kvalifikacija - 01:11,06
1/8 finala - Heat 2; 1. mesto
četrtfinale - 1. četrtfinale; 2. mesto
razvrstitev 5-6 - 6. mesto
- Rok Flander

Modri tek - 36,38
Rdeči tek - 34,80
Skupna kvalifikacija - 01:11,18
1/8 finala - Heat 7; 1. mesto
četrtfinale - 4. četrtfinale; 2. mesto
razvrstitev 7-8 - 7. mesto
- Izidor Šusteršič

Modri tek - 36.32
Rdeči tek - 36.64
Skupna kvalifikacija - 01:12,96 (se ni uvrstil naprej)
- Tomaž Knafelj

Modri tek - 36,37
Rdeči tek - 38,50
Skupna kvalifikacija - 01:14,87 (se ni uvrstil naprej)
Moštvo
- Rok Flander
- Tomaž Knafelj
- Dejan Košir
- Izidor Šušteršič